# バスケットボール女子アンゴラ代表
バスケットボール女子アンゴラ代表（Angola women's national basketball team）は、アンゴラバスケットボール連盟による女子バスケットボールのナショナルチームである。

## 歴史
1983年に自国で開催されたアフリカ選手権で初優勝。
2007年アフリカ選手権では3位に入り、北京オリンピック世界最終予選に進んだ。

## 主な国際大会成績
- オリンピックのバスケットボール競技
  - 2012年 - 12位

### アフリカ選手権
- 優勝：1回（1983）